# Самодива (село)
Самодива (болг. Самодива) — село в Болгарии. Находится в Кырджалийской области, входит в общину Кирково. Население составляет 264 человека.

## Политическая ситуация
В местном кметстве Самодива, в состав которого входит Самодива, должность кмета (старосты) исполняет Раим Мыстан Местан (Движение за права и свободы (ДПС)) по результатам выборов правления кметства.
Кмет (мэр) общины Кирково — Шукран Кязим Идриз (Движение за права и свободы (ДПС)) по результатам выборов в правление общины.